# Cmentarz wojenny w Cisnej
Cmentarz wojenny w Cisnej – niewielki cmentarz I wojny światowej położony na terenie miejscowości Cisna, na zachodnim jej skraju tuż obok drogi wojewódzkiej 897.
Według tablicy informacyjnej na cmentarzu chowani byli w okresie od września 1914 do maja 1915 polegli żołnierze armii austro-węgierskiej (w tym również Polacy i Słowacy). Wykonawcami cmentarza byli jeńcy armii rosyjskiej. Nadzór i organizację robót sprawował oddział Grobownictwa Wojennego Komando Nr 4 stacjonujące w Rymanowie, który podlegał dowództwu twierdzy Przemyśl.
Cmentarz powiększono w roku 1927 po ekshumacji i przeniesieniu nań żołnierzy poległych z miejscowości Balnica, Maniów, Liszna, Żubracze i Przysłup. Zbiorowe mogiły zostały rozmieszczone tarasowo na wzniesieniu. Na mogiłach ustawiono drewniane krzyże. Przy wejściu na cmentarz znajdowała się stylowa drewniana brama z belek i łat. Na szczycie bramy w 1916 roku umieszczono napis „Heldengrab” (niem. „mogiła bohaterów”). Do roku 1939 cmentarz ogrodzony był żerdziami na stylowych słupkach z daszkami. Po II wojnie światowej teren cmentarza został zamieniony w skład drewna.
Obecnie na cmentarzu znajduje się jeden zidentyfikowany imiennie grób żołnierza (zmarłego wskutek choroby), tablica informacyjna, duży drewniany krzyż z datą 1962 oraz dwa mniejsze krzyże. Trawiasty teren cmentarza ogrodzony jest drewnianym płotem wraz z bramą.

## Galeria

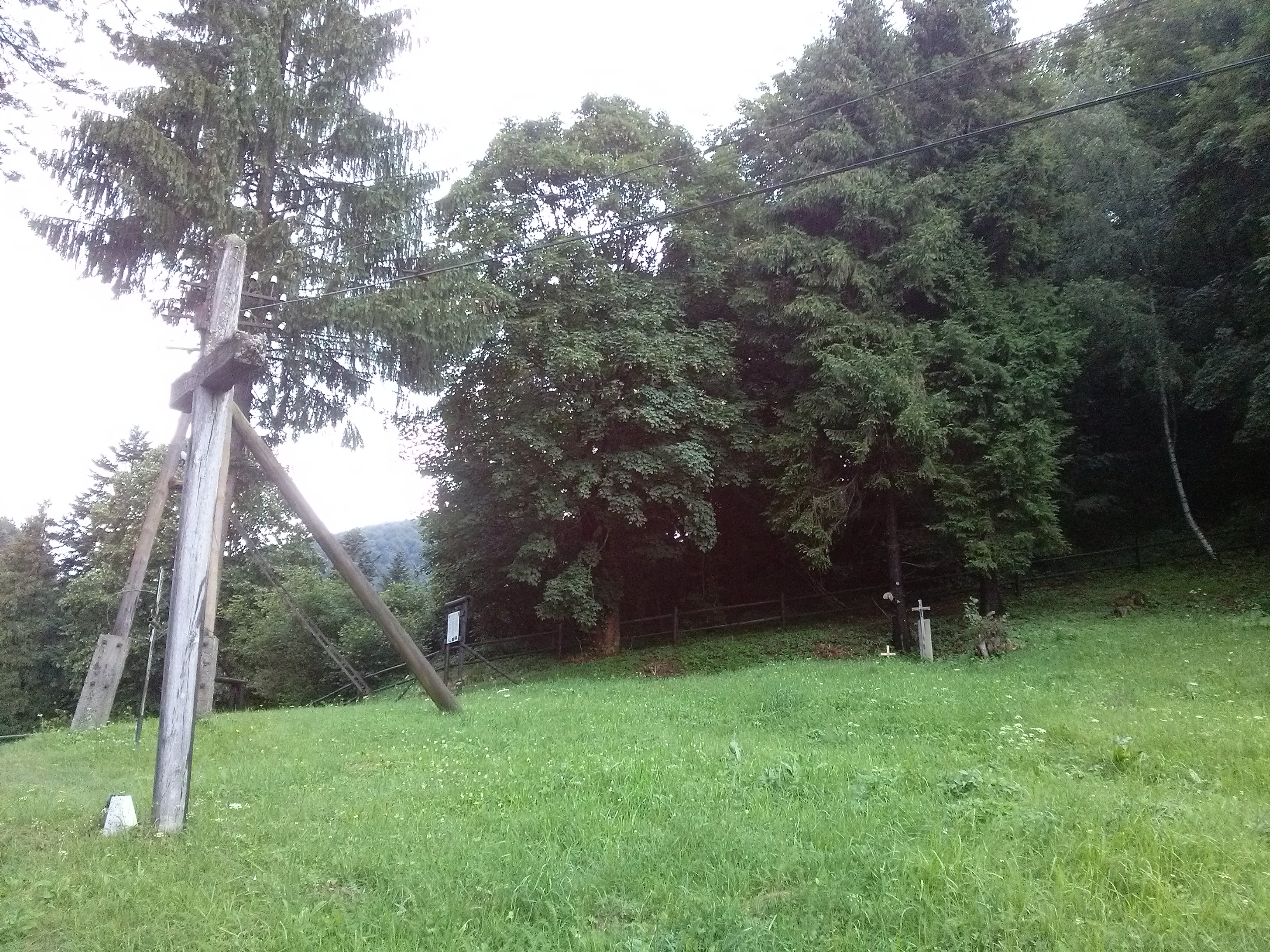
Widok na cmentarz
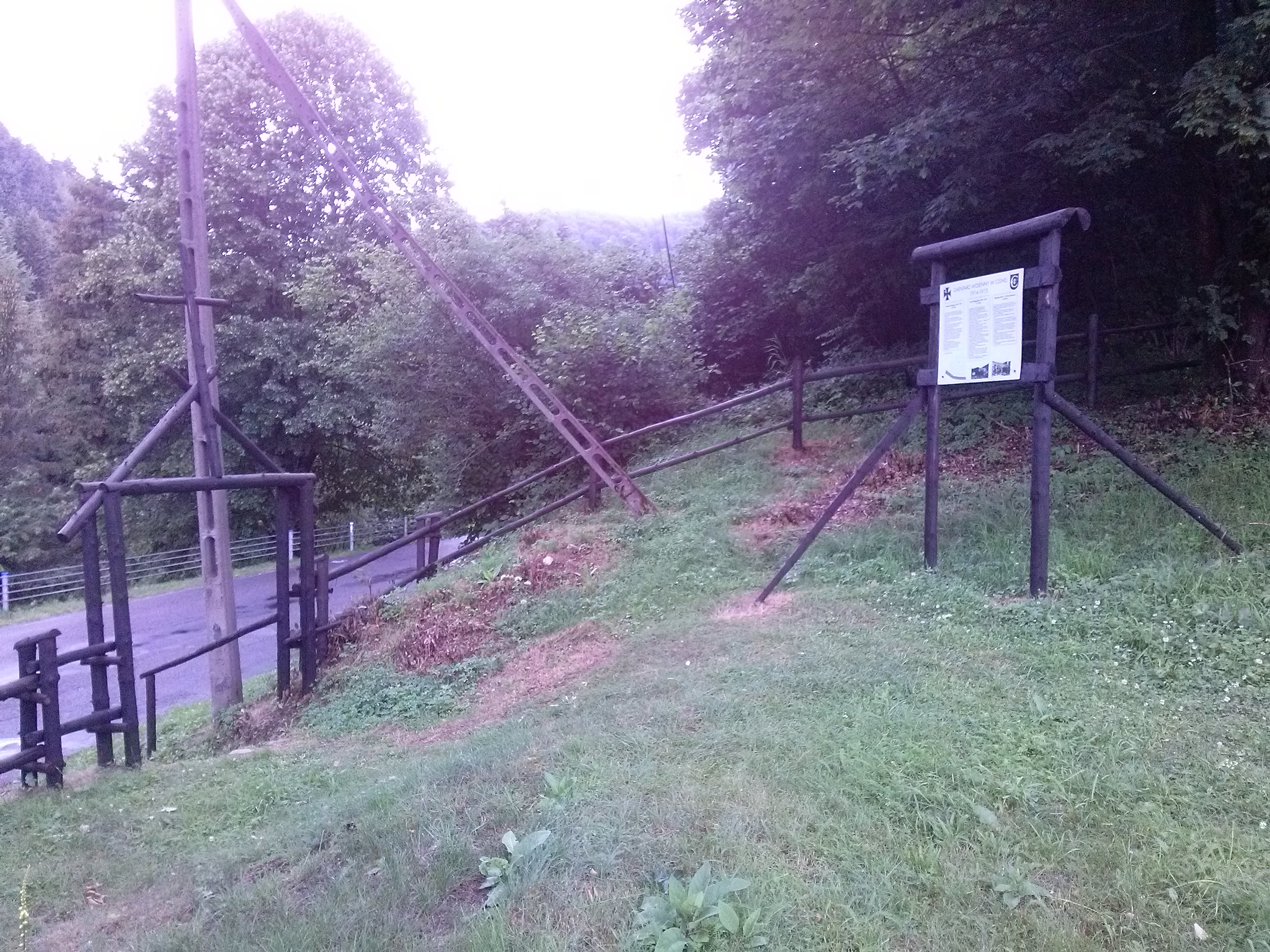
Widok na bramę i tablicę informacyjną
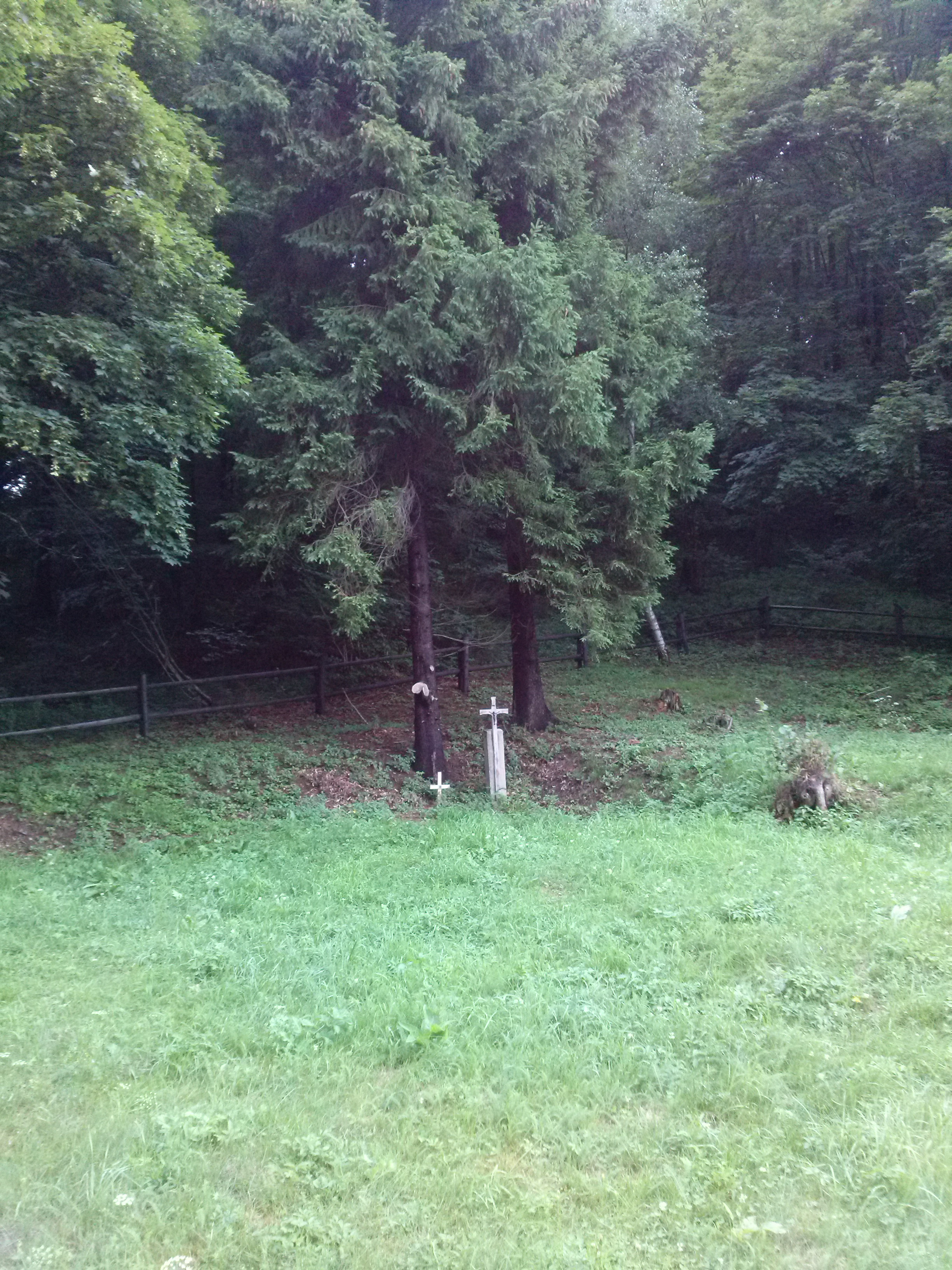
Widok na zbocze
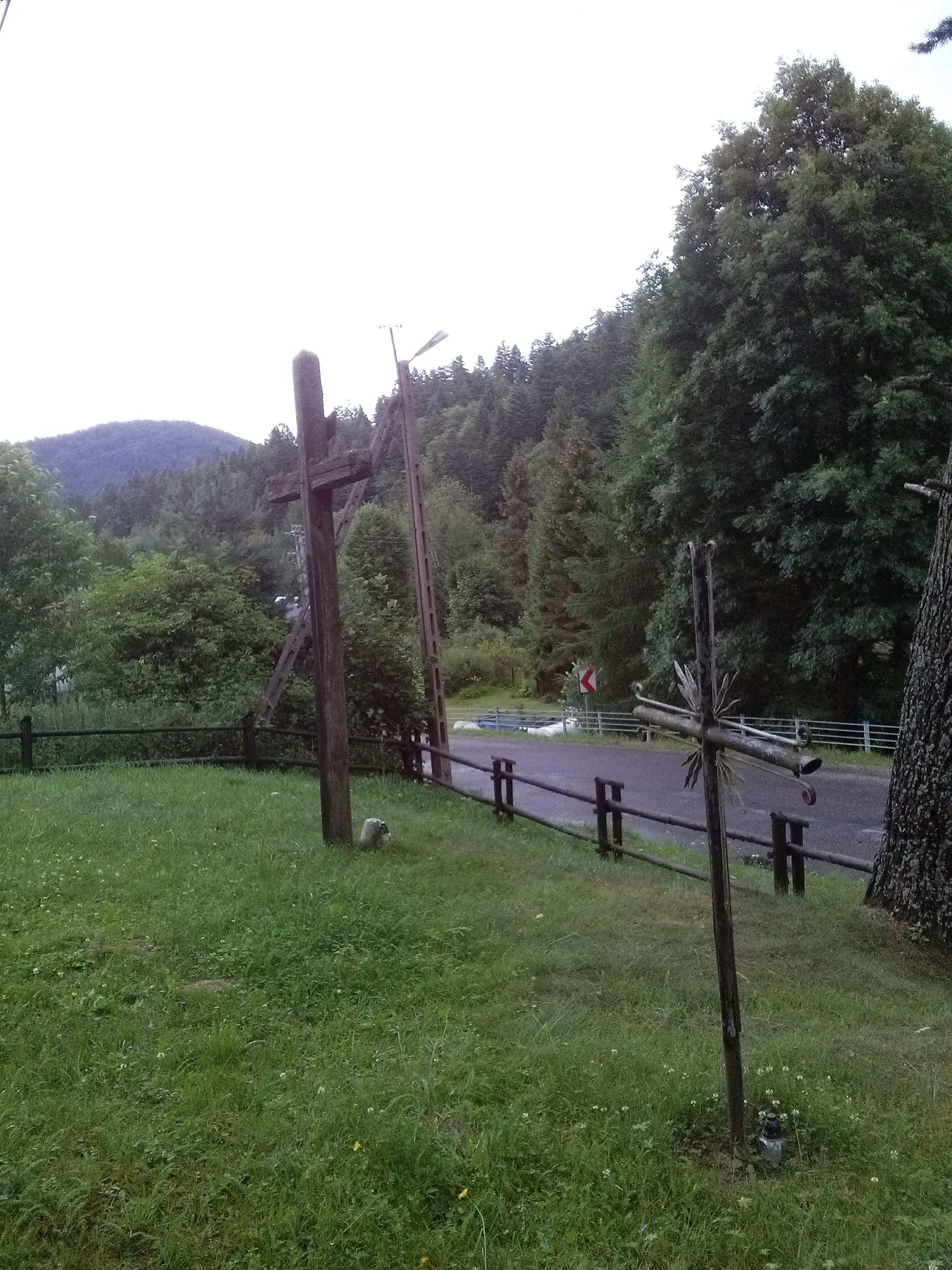
Widok na krzyże i DW 897
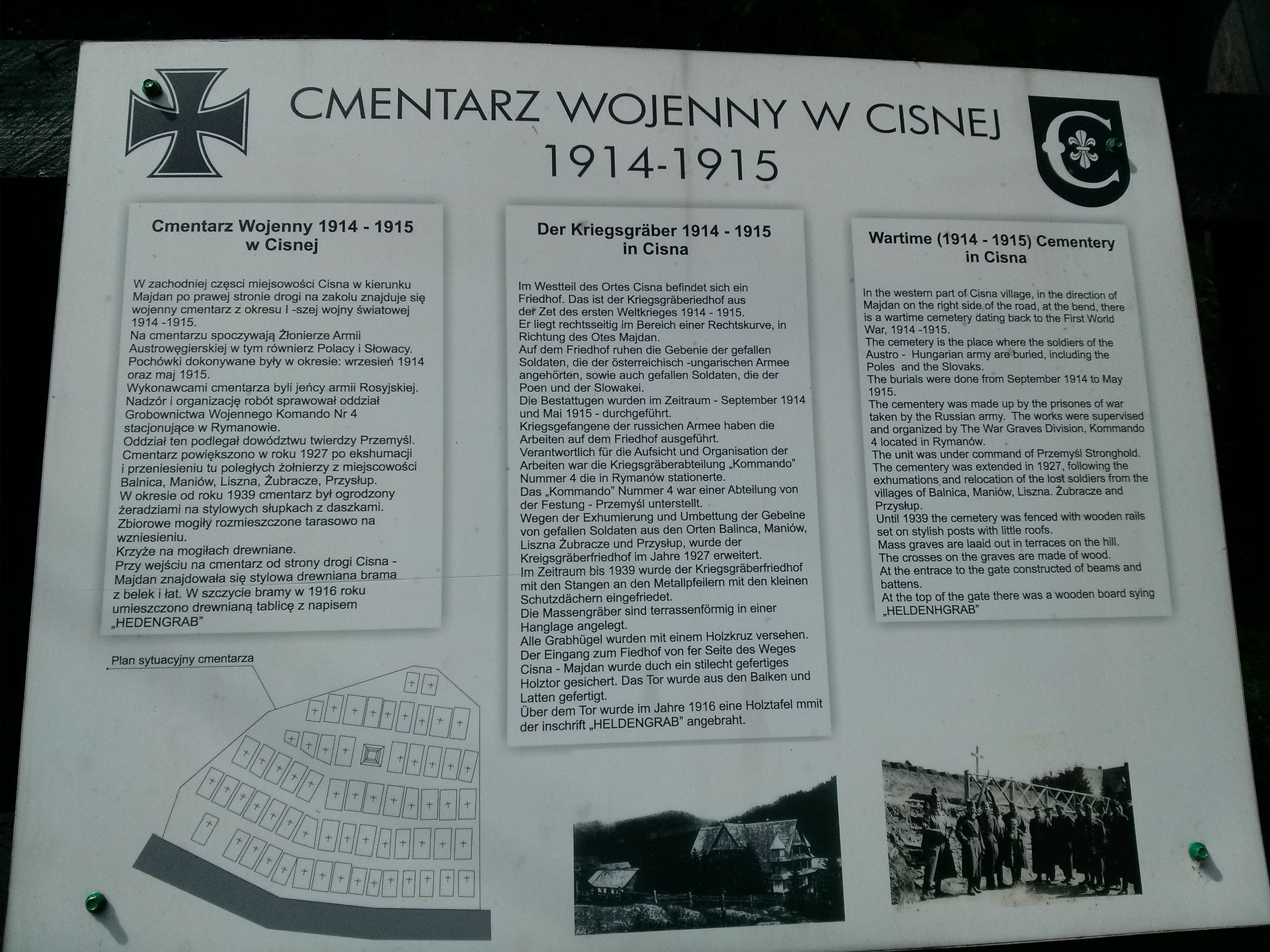
Tablica informacyjna
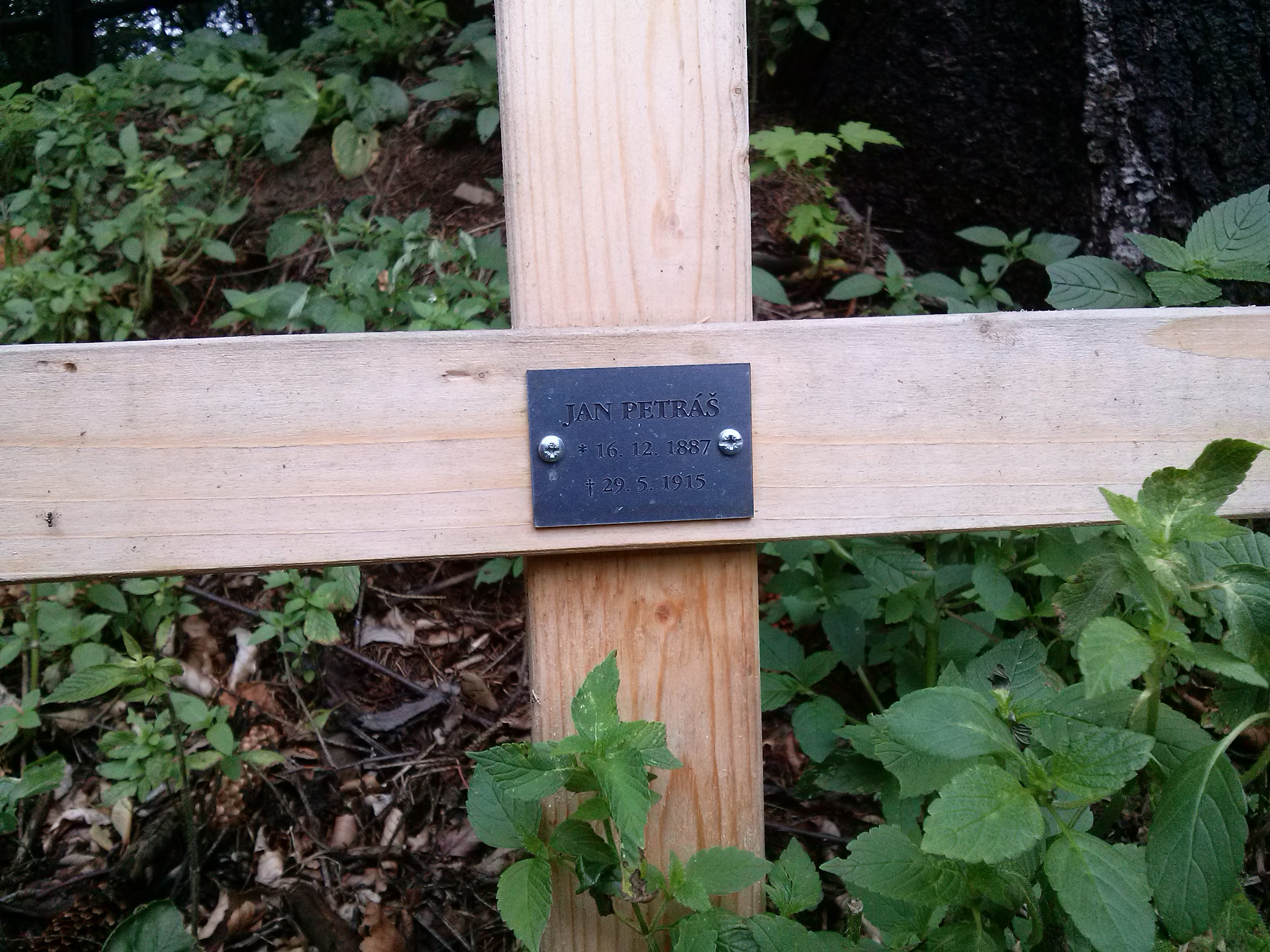
Jedyna zidentyfikowana mogiła